# 陳秀連
陳秀連是馬來西亞吉隆坡市中心東南部的一個區域，鄰近半山芭、馬魯里、新街場，名稱來源於位置橫貫其核心區域的陳秀連路（Jalan Chan Sow Lin），是吉隆坡歷史最悠久的中小型工業區。

## 歷史

### 地名起源
陳秀連的主要道路-陳秀連路（Jalan Chan Sow Lin），係以吉隆坡早期的發展先賢—陳秀連為名。陳秀連是廣東番禺人，生於1845年，卒於1927年。自小因家境貧寒，在1861年，其16歲那年，離鄉到馬來亞霹靂當礦工,之后隨陸佑來吉隆坡經商。陳秀連一生得到陸佑多次的幫助，首先其在沙登開設隆興錫礦公司，但因產量不理想而倒閉。后得陸秋傑的幫助，再開發萬發錫礦公司，才開始獲得巨利。靠錫礦發跡的他，接著在吉隆坡開設第一家由華人人物經營的美利鐵廠，主要生產採礦設備和建築材料。他從廣州、香港一帶聘請熟練技術工人來培訓本地工人，把中國的學徒制度引入，這制度在華人的鐵廠盛行了超過半個世紀。1902年，英殖民政府委任他為雪蘭莪第一位華人州議員，並在1918年受封為太平局紳。隨著美利鐵廠的成功，也刺激其他機器工廠的建立。英殖民政府為了紀念他的功績，特別在舊飛機場附近地區開闢機械工業區，成為吉隆坡最早的工業區，並且將該區主要道路命名為陳秀連路。

### 華人進駐
在20世紀初，開始有來自中國沿海地區的華工，先後在陳秀連路一帶落地生根，於是乎，形成了由華人移民所建立的非法木屋區。這裡的華人，有些在陳秀連工業區一帶的工廠打工，有人開設雜貨店，有人販賣熟食，甚至還有人種菜、圈養家畜。在馬來西亞獨立后，政府鼓勵外資進入馬來西亞，也因此，陳秀連路的機械工廠，發揮「輔助工業」的角色，為新駐的外資企業生產便宜的機器和零件。在1969年513事件后，就開始有地主要求非法木屋的住戶搬遷，以在原址上改建可帶來更大經濟效益的廠房，因此非法木屋數量開始減少，但仍有數百間非法木屋豎立在當地。在2000年，政府逾興建精明隧道，因此要求沿路的非法木屋住戶搬遷，並將其遷入蕉賴啤律、蒲種、武吉加里爾或鄰近三水村（Seri Alam）的人民組屋。接下來幾年，吉隆坡市政府推行「零木屋計畫」，要求其他仍為搬遷非法木屋居民遷出，目前當地的非法木屋已清除，改由各類工廠入駐。

### 陳秀連工業區
陳秀連是吉隆坡歷史最悠久的中小型工業區，在20世紀初，這裡是採礦為經濟支柱的生活聚落。50年代起，英殖民政府開始將此區開闢為機械工業區，但這裡的工業仍是以家庭式小型工程為主。1962年Fraser & Neave（F&N，花莎尼，亦稱「星獅」）旗下的「馬來亞釀酒廠」（Malayan Breweries）在陳秀連設廠（今日的陳秀連站旁），成為當地的地標。1990年代，馬來亞菸草公司（Malayan Tobacco Company），以及其他有組織和規模的中型現代企業，包括傳統修車廠、印刷廠和鐵工廠、大型印務局、修車廠、二手零件廠、水泥廠等相繼進駐。因陳秀連的地理位置鄰近市中心，敦拉薩國際貿易中心與大馬城等大型開發案位於其兩公里的半徑內，且連接多條主要聯外幹道，因此在吉隆坡2020年發展大藍圖，吉隆坡市政府將陳秀連打造成「汽車城」，許多國際的汽車大廠也順勢進入陳秀連開設展銷及維修中心。

## 美食
在上世紀，因陳秀連聚集大量非法木屋居民，華人人口眾多，以及每日上下班人潮，在大街上，處處可見販賣雲吞麵、福建炒麵，砵仔糕、乾炒牛河、炒粿條等美食。其中最具代表的，即為魚頭料理，如蒸魚頭、咖哩魚頭等，自1990年代起，陳秀連聞名遐邇的蒸魚頭，甚至還取代了機械城的名號，成為當地的地方特色，其中以陳秀連第三路（Jalan Tiga）的魚頭料理最為著名。在當地非法木屋及大排檔逐漸被拆除下，許多源自於此的魚頭料理也搬遷至巴生谷各地，甚至不少新進的魚頭料理店家，也會打著源自陳秀連的名號，以招攬生意。

## 交通

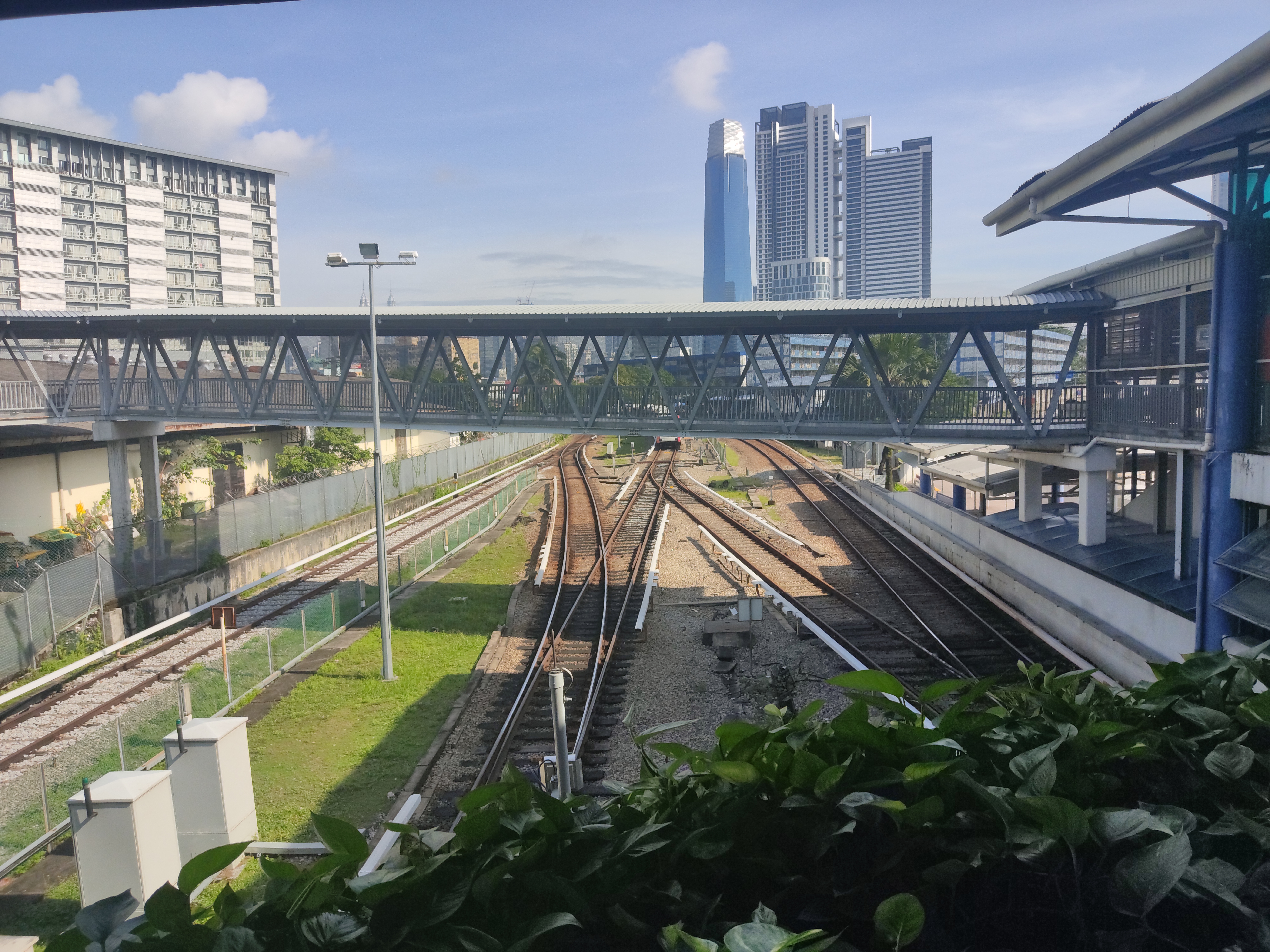
陳秀連站前之袋狀軌

陳秀連站為吉隆坡安邦线和大城堡线的重要轉乘站，安邦線與大城堡線經過陳秀連後，將分岔分別往 AG18 安邦站及 KJ37 布特拉高原站為巴生谷捷運系統內，站內轉乘人次眾多，興建中的12 布城线也將在陳秀連設站，未來將成為三線交匯的轉乘站。

### 鐵路
陳秀連站為3 安邦线 4 大城堡线的轉乘站，是目前吉隆坡唯二以華人人物命名的車站，其屬於安邦線第一批營運車站，於1996年12月16日開始運營，以實達輕快鐵（STAR）的名義，與同路線的蘇丹依斯邁站至安邦站的13個車站同時開放，也如其他沿線車站建在一條廢棄鐵路上。由於本站為安邦線與大城堡線兩線共線的端點站，前往安邦站和布特拉高原站列車經過本站後，將分別前往安邦或大城堡與蒲種方向駛去，因此採西班牙式月台佈局，車站內共設置4個月台。布城線2016年開始施工，為地下車站，預計於2022年7月通車，並興建行人天橋連接安邦线和大城堡线月台，未來本站將成為三線交匯的轉乘站。
| 車站編號        | 車站名称 | 原文名       | 车站服务                     |
| --------------- | -------- | ------------ | ---------------------------- |
| AG11 KJ11 SSP20 | 陳秀連站 | Chan Sow Lin | 3 安邦线 4 大城堡线12 布城线 |

### 公路
陳秀連一帶有許多幹道交織，是吉隆坡重要的交通樞紐，區內主要道路為陳秀連路（Jalan Chan Sow Lin）、蕉賴路（Jalan Cheras）、富都路（Jalan Pudu）、新街場路（Jalan Sungai Besi）、陸佑路（Jalan Loke Yew）及敦拉薩路（Jalan Tun Razak），連接新街場大道（BESRAYA）、隆芙大道（KESAS）、隆布大道（MEX）與精明隧道（SMART Tunnel），前往吉隆坡市中心、半山芭、蕉賴、新街場、巴生一帶。

## 政治
陳秀連属于蕉赖国会议席，该议席在马来西亚下议院的代表为来自希盟行动党的陈国伟。